# Deanham
Deanham var en civil parish 1866–1955 när det uppgick i Wallington Demesne, i grevskapet Northumberland i England. Civil parish var belägen 4 km från Kirkwhelpington och hade 8 invånare år 1951.